# Henning (Tennessee)
Henning ist eine Town im Lauderdale County im Westen des US-Bundesstaats Tennessee. Das U.S. Census Bureau hat bei der Volkszählung 2020 eine Einwohnerzahl von 871 ermittelt.

## Geschichte
Henning wurde 1873 infolge des Baus einer Eisenbahnstation gegründet und zwei Jahre später amtlich anerkannt. Heute wird Henning vor allem von Afroamerikanern bewohnt, die sich infolge der Sklaverei und damit einhergehender Arbeit im Gebiet des Lauderdale County dort ansiedelten.

### Bevölkerungsentwicklung
| Jahr                         | 1880 | 1890 | 1910 | 1920 | 1930 | 1940 | 1950 | 1960 | 1970 | 1980 | 1990 | 2000 | 2010 | 2020 |
| Einwohner                    | 148  | 420  | 582  | 495  | 639  | 415  | 493  | 466  | 605  | 638  | 802  | 970  | 945  | 871  |
| Quelle: United States Census |      |      |      |      |      |      |      |      |      |      |      |      |      |      |

## Sehenswürdigkeiten
- Alex Haley House and Museum State Historic Site: Haus, in dem der Schriftsteller und Pulitzer-Preis-Träger Alex Haley einen Teil seiner Kindheit verbrachte, heute ihm gewidmetes Museum; als „W. E. Palmer House“ im National Register of Historic Places eingetragen[4]
- Fort Pillow State Park: State Park, der großteils auf dem Gebiet Hennings liegt; symbolisiert den Ort des Gefechts um Fort Pillow im Sezessionskrieg, bei dem eine konföderierte Streitmacht unter Nathan Bedford Forrest am 12. April 1864 eine weit unterlegene Armee der Nordstaaten schlug und anschließend ein Massaker an Gefangenen verübte.

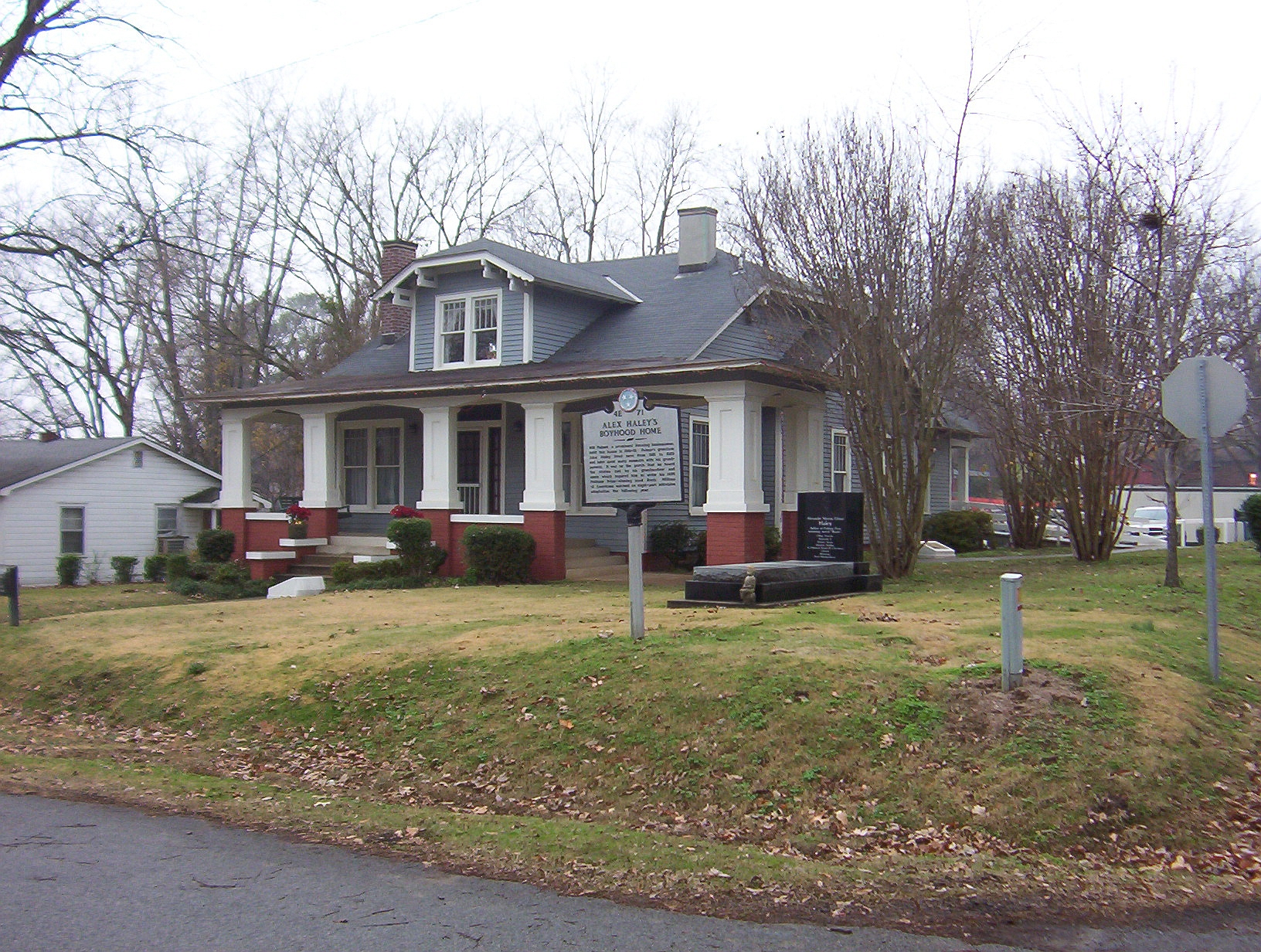
Das W. E. Palmer House (2007)
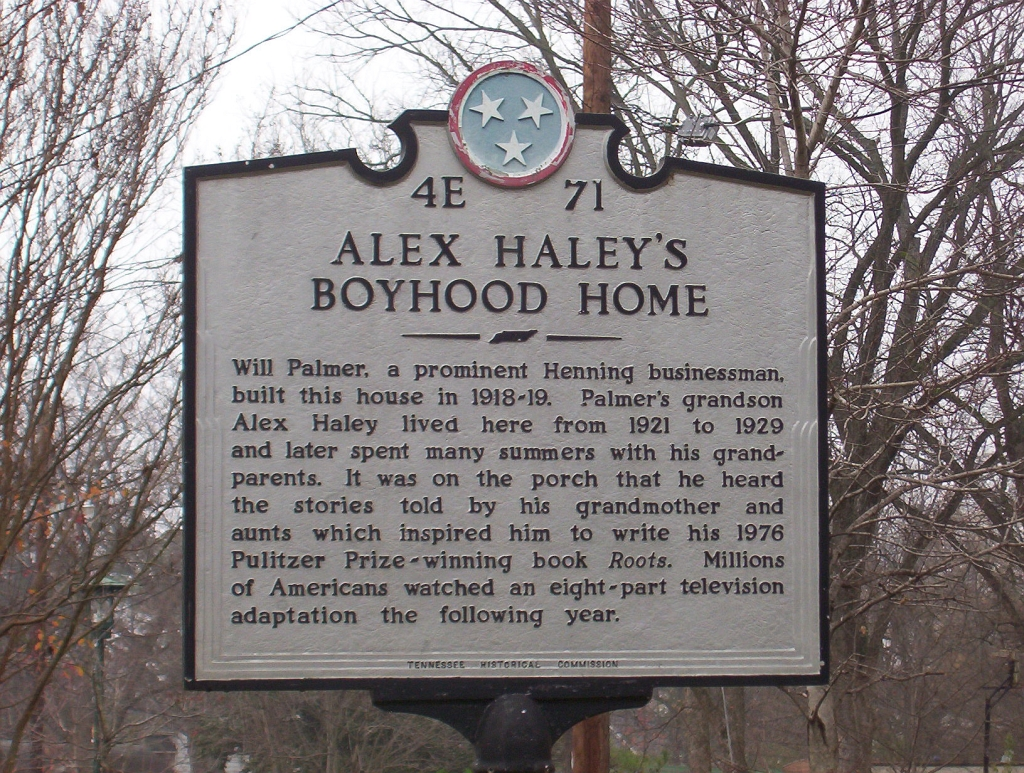
Gedenktafel vor dem W. E. Palmer House
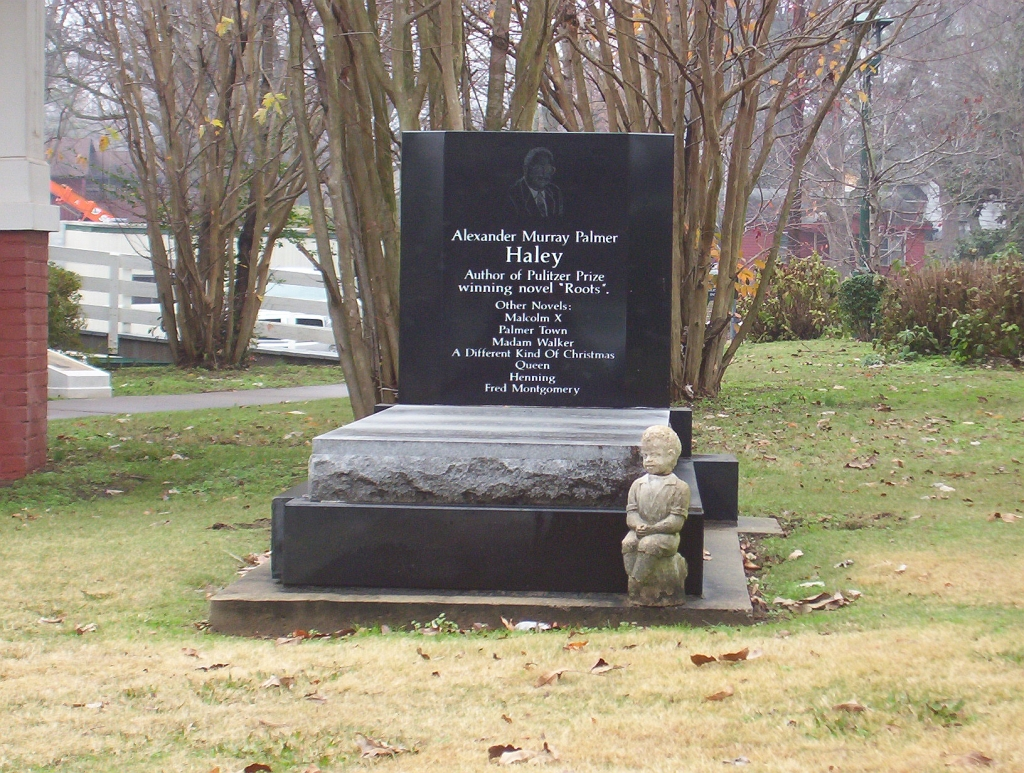
Alex Haleys Grab
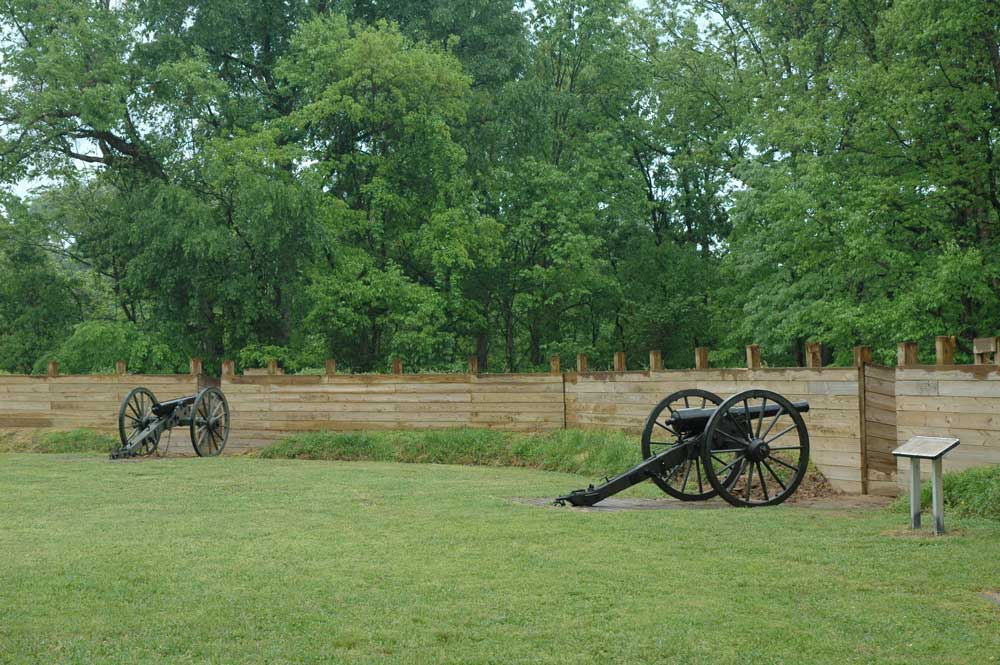
Kanonen bei Fort Pillow (2006)